# Цибора Віталій Вікторович
Віта́лій Ві́кторович Цибо́ра (нар. 6 жовтня 1993, с. Мовчанівка, Ружинський район Житомирська область, Україна — пом. 24 червня 2014, с. Панченкове, Довжанський район, Луганська область, Україна) — український військовослужбовець, старший солдат Збройних сил України.

## Життєпис
Народився 1993 року в селі Мовчанівка на Житомирщині. В 13 років втратив батька, після смерті якого мати самотужки виховувала двох дітей. У дитинстві захоплювався колекціюванням: ретельно збирав марки, монети, фантики, етикетки. З 1999 по 2008 навчався у Мовчанівській загальноосвітній школі. Улюбленими предметами були точні науки, на дозвіллі любив складати моделі машин, кораблів, літаків із журналу «Конструктор», відслідковував цікаві технічні відкриття. Неодноразово брав участь у предметних олімпіадах районного рівня. 2012 року закінчив Житомирський технологічний коледж Київського національного університету будівництва та архітектури за спеціальністю «Програмування для електронно-обчислювальної техніки та автоматизованих систем». Не знайшовши роботи за фахом, вирішив піти на військову службу.
26 березня 2013 року призваний на військову службу за контрактом Ружинським районним військкоматом, — уклав контракт на три роки.
Старший солдат, кулеметник 1-ї механізованої роти 1-го механізованого батальйону 72-ї окремої механізованої бригади, в/ч А2167, м. Біла Церква.
У зв'язку з російською збройною агресією проти України підрозділи 1-го механізованого батальйону виконували завдання в рамках антитерористичної операції на кордоні з РФ, з метою забезпечення охорони та оборони на ділянці східного державного кордону задля уникнення потрапляння в Україну російських бандформувань та зброї.
Від початку березня виконував завдання із захисту Батьківщини, з травня ніс службу на блокпостах та опорних пунктах у Довжанському районі (на той час — Свердловський район) Луганської області.
Загинув у часі «перемир'я» внаслідок обстрілу блокпоста поблизу с. Панченкове. Коли рота поверталася з бойового чергування, російські бойовики несподівано почали обстріл з мінометів та ПТРК. Протитанкова керована ракета поцілила у БМП-2, загинув молодший сержант Олексій Приходько, старший солдат Віталій Цибора від отриманих важких поранень помер на місці, троє бійців зазнали поранень — кримчанин сержант Олександр Чухліб, солдати Сергій Борисенко та Артем Мирський.
27 червня похований на кладовищі рідного села Мовчанівка.
Без Віталія лишились мати Валентина Вікторівна і старша сестра.

## Нагороди та вшанування
29 вересня 2014 року — за особисту мужність і героїзм, виявлені у захисті державного суверенітету та територіальної цілісності України, відзначений — нагороджений орденом «За мужність» III ступеня (посмертно).
У вересні 2014 року в селі Мовчанівка на вході до будівлі Мовчанівської ЗОШ відкрито меморіальну дошку на честь випускника школа Віталія Цибори.
20 травня 2016 року розпорядженням № 140 голови Житомирської ОДА вул. Будьонного у с. Мовчанівка перейменовано на вулицю Віталія Цибори.